# Nueva Loja
Nueva Loja este un oraș cu 43.809 loc. (2005) din Ecuador. Este capitala provinciei Sucumbíos.
Nueva Loja este amplasat în centrul provinciei Sucumbíos în nordul-estul Ecuadorului la 20 km sud de granița cu Columbia. El este cel mai mare oraș din bazinul ecuadorian al Amazonului. Orașul a luat ființă în anul 1970 ca urmare a existenței în regiune a zăcămintelor de petrol. Forajele de explorare au fost efectuate de firma Texaco care are centrul în Sour Lake în Texas. Prima linie pipeline, a fost construită în anul 1972, în perioada acea era o perioadă de secetă în regiune, populația orașului nou a fost formată din muncitorii care lucrau în regiunea petroliferă care proveneau din provincia Loja și a regiunii din sudul Anzilor bântuite de secetă. Prin lucrările de foraj a fost dezechilibrat ecosistemul care exista în ținutul cu păduri ecuatoriale care a fost în parte distrusă, solul fiind poluat de petrol.